# Dumitra
Dumitra é uma comuna romena localizada no distrito de Bistriţa-Năsăud, na região histórica da Transilvânia. A comuna possui uma área de 88.99 km² e sua população era de 4760 habitantes segundo o censo de 2007.